# Waldbrunn (Brunnthal)
Waldbrunn ist ein Gemeindeteil von Brunnthal im oberbayerischen Landkreis München.

## Geographie
Die Siedlung liegt circa drei Kilometer nördlich von Brunnthal. Der Ort liegt unmittelbar westlich der Staatsstraße 2078. Wenige hundert Meter südlich liegt die Anschlussstelle Ottobrunn der A 99 (Autobahnring München).